# 密序阴地蒿
密序阴地蒿（学名：Artemisia sylvatica var. meridionalis）为菊科蒿属下的一个变种。